# 坂井三郎
坂井三郎（日语：坂井 三郎，1916年8月25日—2000年9月22日），是大日本帝國海軍戰鬥機的飛行員（搭乘員）。日本太平洋戰爭戰敗時是海軍少尉，而最後階級為海軍中尉。戰後以其海軍時代的經驗所寫的著書《大空的武士》成為世界性的暢銷書，而在太平洋戰爭時期成為日本的王牌飛行員更是著名。最終撃墜數為64架是一般的說法，當中亦有不少異說存在（如公認擊墜數為28架）。

## 早年生活
出生於日本佐賀縣賀郡西與賀村（現在的佐賀市）的農民家庭，家中4個兒子中排行第3，因而得名三郎。
坂井三郎在小學六年級時（1928年，昭和3年）父親坂井晴市因病過世，遺下母親與子女共5人生活遂陷入困頓，不得已母親把坂井寄養在東京伯父家就讀東京青山學院，但坂井卻由於課業成績不佳與生性太過頑皮之故，沒多久就被青山學院退學。隨後返回佐賀鄉下，其後兩年在親戚擁有的農田幫忙，從事農業勞動工作。

## 從戰艦砲手成為戰鬥機飛行員
坂井從少年開始已夢想成為飛行員（個人回想）。但由於沒有達到海軍搭乘員訓練進程中所需要的學歷（学校法人青山学院中等部－高等部－中退），因此曾打消成為飛行員的念頭，而後來知道加入海軍能志願成為飛行員，所以當時不理周圍的反對，於昭和8年（1933年）5月31日加入帝國海軍的佐世保海兵團，當時年僅16歲。
而以下是坂井記述了當新兵時的經歷：
|  | 當新兵做錯時，那些軍曹（中士）會毫不猶豫地懲罰他們。只要我有紀律問題或者訓練時出現甚麼小錯誤，我就會被那些軍曹拖離宿舍處罰。‘站在牆前！曲下身子，新兵三郎！’軍曹對著我大叫：‘我這樣做不是因為我憎恨你，而是因為我希望你能夠成為一名出色的海軍士兵。曲下身子！’他拿著一根大木棒狠狠地打在我屁股。那種痛楚是很厲害的。 |

（译）
在海兵團完成訓練之後，坂井三郎被派到戰艦霧島及榛名上擔任砲手。當時海軍的主砲二號砲手只需要從事裝填，被形容為花形的差事，但坂井仍然以海軍飛行員為目標，1937年3月10日坂井終於通過嚴格的海軍飛行員考試並進入霞之浦（霞ヶ浦）航空隊，同年4月1日展開人生第一次飛行體驗，經過數個月嚴格的訓練後，於同年11月30日以海軍航空兵38期駕駛練習生第一名畢業，畢業時並代表全班接受天皇頒贈的手錶。
畢業後坂井編入佐伯航空隊展開三個月延長訓練。1938年（昭和13年）4月9日配屬大村航空隊，5月11日晉升三等空曹並編入高雄海軍航空隊，同年9月編入第12航空隊參加入侵中國戰爭。1938年10月5日對漢口空襲任務是坂井三郎第一次駕駛九六式艦載戰鬥機出擊，也是坂井第一次擊落中國軍機（中華民國空軍I-16一架被坂井擊落）。第二年（1939年）5月1日晉升為二等空曹，同年10月3日在宜昌上空擊落一架中華民國空軍俄製圖波列夫SB轟炸機。1940年（昭和15年）10月17日坂井再轉調回高雄航空隊時座機已經轉換為當時日本海軍最新銳的三菱A6M零式戰鬥機，
1941年4月10日坂井再度配發到第12航空隊，並以零式戰機在中國上空執行任務。同年5月3日參加對重慶空襲。6月1日晉升一等空曹。8月11日對成都黎明空襲擊落一架I-15，8月21日在成都上空又擊落一架I-16。
1941年10月坂井調往在台灣新成立台南海軍航空隊（司令是齊藤正久大佐，副長是小園安名中佐），並於該年12月8日日本襲擊珍珠港後參加對菲律賓美軍航空隊的作戰。

## 第二次世界大戰

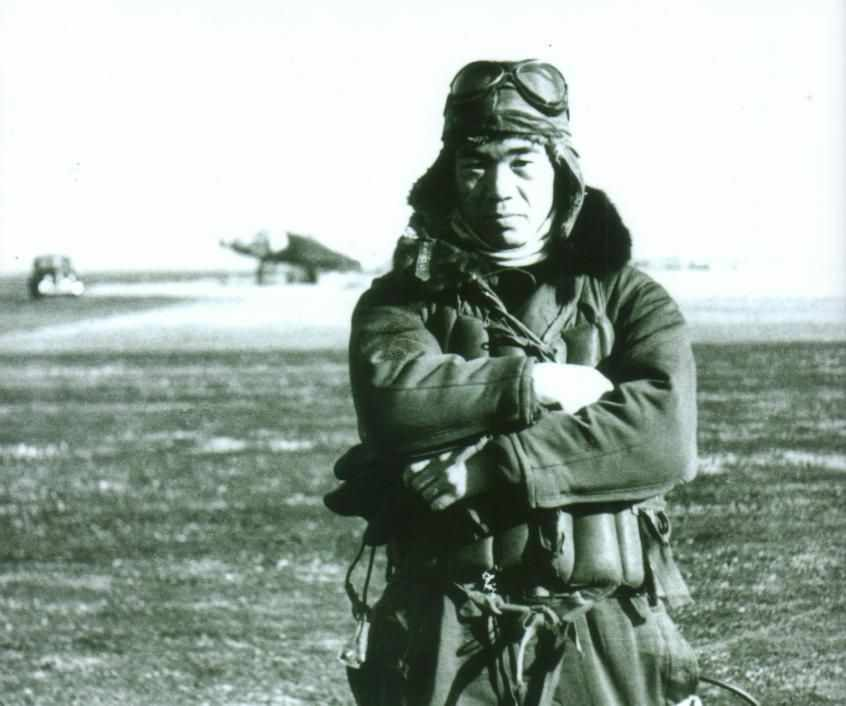
穿着飛行服的坂井三郎。

日本對美國開戰後，坂井三郎參與了菲律賓的戰事。1941年12月8日，坂井三郎與台南海軍航空隊44架零式戰鬥機攻擊菲律賓克拉克機場，擊落1架企圖升空的P-40戰鬥機。12月10日，他又擊落了1架由柯林·凯利（Colin Kelly）上尉駕駛的B-17轟炸機。日本海軍在短短數個月就把盟軍在太平洋地區的空中武力徹底清除。台南海軍航空隊也因為擊毀大部份盟軍飛機而聞名。1942年初，坂井三郎被調派到婆羅洲的塔拉根（Tarakan）並參與了荷蘭東印度群島戰役。在病倒前他已經取得13架戰績。
休養3個月後，在4月時他又回到前線，駐防新畿內亞的萊城，並與隊上直屬長官笹井醇一中尉（有拉包爾貴公子的稱號，因為旺盛的戰鬥力，又有綽號為鬥雞）成為莫逆之交。其後的4個月內，坂井三郎與駐守在莫爾茲比港的美澳聯合空軍發生激戰，在這段時間坂井三郎取得他飛行員生涯中的大部份戰績。他的中隊裡還有兩名日後將成為王牌的西澤廣義和太田敏夫。8月3日台南海軍航空隊從萊城調防到拉包爾。
新畿內亞空戰期間，坂井三郎曾留下與僚機西澤、太田追擊美軍轟炸機到敵軍機場上空後，展開三機編隊垂直迴旋三次的特技飛行的逸聞（隔日，美軍不失幽默的在日軍機場投下了大意為「昨日貴軍飛行員前來表演精湛飛行美技，未能出迎實失禮數，冀請再度大駕光臨，我軍必『隆重』歡迎」的信，讓坂井等人受了笹井醇一中尉訓斥）。

## 身受重傷

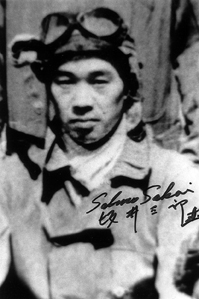
坂井三郎的签名照

1942年8月8日，坂井進行了飛行員生涯中最戲劇性的一次飛行－因為美軍展開瓜達爾卡納爾島登陸作戰，台南海軍航空隊進行有史以來最長距離的長途飛行任務，以掩護轟炸美軍登陸船團的中攻隊，並首次與美國海軍航空隊交戰（此前台南航空隊的對手都是美國陸軍航空隊）。坂井三郎在瓜島上空與美軍王牌飛行員詹姆士·祖利安·巴哥·紹德蘭發生了一場勢均力敵的經典空戰，當時坂井發現紹德蘭駕駛的美軍格魯曼F4F戰鬥機竟與三架友軍的零戰纏鬥而不居下風，隨即俯衝前去迎戰，在連串的機動後，坂井利用零戰優異的迴旋性能，將F4F逼至喪失動能後加以擊落，但對手的頑強與F4F堅固的機身都令坂井大為訝異。紹德蘭在跳傘後被友軍救起，以一名成功王牌飛行員的身份活過了二次大戰，但戰後於1949年死於一次訓練意外（紹德蘭被擊落的F4F於1994年在瓜島森林中被尋獲，目前仍遺留在原地）。
坂井在稍後又擊落一架美軍SBD無畏式俯衝轟炸機。然而在回程時，他誤將遠處八架美軍企業號航空母艦SBD的編隊認作F4F戰鬥機編隊，並貿然的發動攻擊；結果遭到了機群8架一共16挺的後座機槍的痛擊，此時進退維谷的坂井三郎只能駕著零式機硬著頭皮往前衝，同時按著機槍與機砲開關不放；在自己座機遭受機槍打擊的震動中，坂井似乎看見兩架SBD中彈起火，但自己的身體也彷彿被粗大的木棍打中頭部而昏沈過去。
等到坂井回過神來，他才發現美軍的機槍不但打碎了他的座艙蓋，頭部還被一枚子彈破片擊中而致血流不止，眼睛所見則是一片血紅（事後證實是碎裂的擋風玻璃破片刺入他的右眼，導致日後的右眼失明），坂井用唾液與淚水稍微清洗了他的左眼，在左眼視力勉強可用的情況下，坂井三郎試圖藉著航空圖、指南針與太陽的方位返回基地。由於基地距離非常的遙遠，坂井不但要面對回程油料不足的問題，更不止一次與身體陷入昏睡狀態的狀況對抗，而使得座機高度過低貼近海面，甚至還出現倒轉飛行的驚險畫面。在艱困的回程中，坂井數度曾想要放棄並回頭衝撞美國軍艦與之同歸於盡，最後還是成功的返回拉包爾機場。
雖然頭部受重創 ，右眼又失去視力，坂井三郎仍然能夠把他受損的座機飛返拉包爾的機場，全程560海里，用了4小時47分鐘。在第1次嘗試著陸時他幾乎撞到一排在停泊的零戰，第2次著陸成功了，這時他已經耗盡所有的燃料。下機後他還能在隊友的攙扶下向上級報告任務情況，之後隊長笹井醇一迅速把他送醫治療。

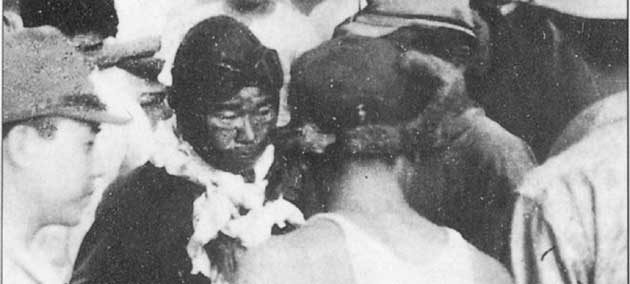
拉保爾，1942年8月8日：在頭部重傷右眼失明的情况下，坂井三郎驾驶受损的零式机历时4小时47分钟，行程560海里返回了他的基地。

坂井三郎被送返日本接受手術，但右眼未能完全恢復視力。經過5個月休養後，他被調離台南航空隊（此時坂井台南航空隊的昔日同袍已因瓜達康那爾島上的空中消耗戰傷亡殆盡）並升為准尉，轉往大村航空隊擔任飛行教官。升為軍官的坂井此時得以接觸到軍方內部未經渲染的戰報，但日軍自中途島海戰以來隱瞞的慘重損失卻令他開始對戰局感到悲觀。1944年4月，他被調往橫須賀海軍航空隊，因為情報顯示美軍即將攻擊並登陸硫磺島，故橫須賀海軍航空隊遂以增援為由組成「八幡」特別攻擊隊，並進駐硫磺島。

## 回歸第一線
1944年6月間，坂井參與了美軍特遣艦隊與硫磺島航空隊的一系列空戰，6月24日，坂井三郎接近一群15架他以為是日軍飛機的編隊，但其實它們都是美國海軍的F6F地獄貓戰鬥機。他不斷規避15架F6F戰鬥機的攻擊達20分鐘，並絲毫未損地回到基地。
在硫磺島時期，坂井曾參與日本海軍第一次自殺任務，時間比捷一號作戰的神風特攻隊還早六個月以上。因為橫須賀航空隊無論在飛機性能、數量均遠不如美軍，在幾次戰鬥後，戰力已經耗損大半。因此，橫須賀航空隊參謀三浦大佐竟以「與其在此坐以待斃，為了維護橫須賀海軍航空隊傳統與面子」為由，下令隊上可用飛機（9架零戰、7架天山）全部出擊，執行衝撞美軍特遣艦隊的自殺任務。由於日本軍機早已被性能優異的美軍雷達鎖定，因此被埋伏等候的美軍F6F戰鬥機隊輪番攻擊而消滅，坂井與僚機則被衝散，並且在暗夜中掙扎的回到基地。在當日任務中，僥倖飛回來的，除了坂井小隊外，只剩下當時也是擊墜王的武藤金義及一架迫降的天山而已。
由於美軍將進攻目標轉向菲律賓，坂井與幾乎失去所有飛機的橫須賀航空隊殘部得以從硫磺島撤回，回到本土的坂井開始擔任海軍新戰機的試飛員，並成為海軍343航空隊新銳戰鬥機「紫電改」的飛行教練，坂井在343空的經歷並不愉快，以杉田庄一為首的年輕飛行員認為坂井總是過度相信、誇大自己戰爭前半(日軍優勢期)的經驗，對比自己年輕的杉田等人時常語氣輕蔑甚至擅自施以鐵拳制裁。由於對立嚴重，部隊長志賀淑雄少佐只好將他與武藤金義對調職務，轉任到橫須賀航空隊擔任一般勤務直到日本戰敗。在日本無條件投降前的1945年8月18日，坂井三郎參加了所謂的「第二次世界大戰最後的空戰」：由美軍佔領的沖繩飛來兩架B32轟炸機與日本海軍戰鬥機在房總半島與伊豆半島上空展開空戰，結果美軍的B32轟炸機乘員1名戰死，2名受傷，日本方面則無任何損失。
戰爭期間，坂井三郎擊毀60架以上的盟軍飛機。他從未說過他擊落了多少架飛機。64架這個數目出自為他寫傳記的作者馬汀·凱丁（Martin Caidin）。戰後，美國許多空戰研究專家認為坂井三郎是日本二戰期間的頭號王牌駕駛員（同伴稱擊落王），與日本方面的說法有極大出入（日本軍事研究者認為日本的頭號擊落王是坂井台南航空隊的同袍岩本徹三（近年公認數字97架）或西澤廣義（82架 部份學者近年下修為78架），坂井三郎在排行榜中排三或四），這些差異的出現，多少與坂井在西方的知名度較高與日軍早期飛行員戰果計算浮濫、後期又停止計算個人戰果導致的資料可信度不足有關。

## 戰後

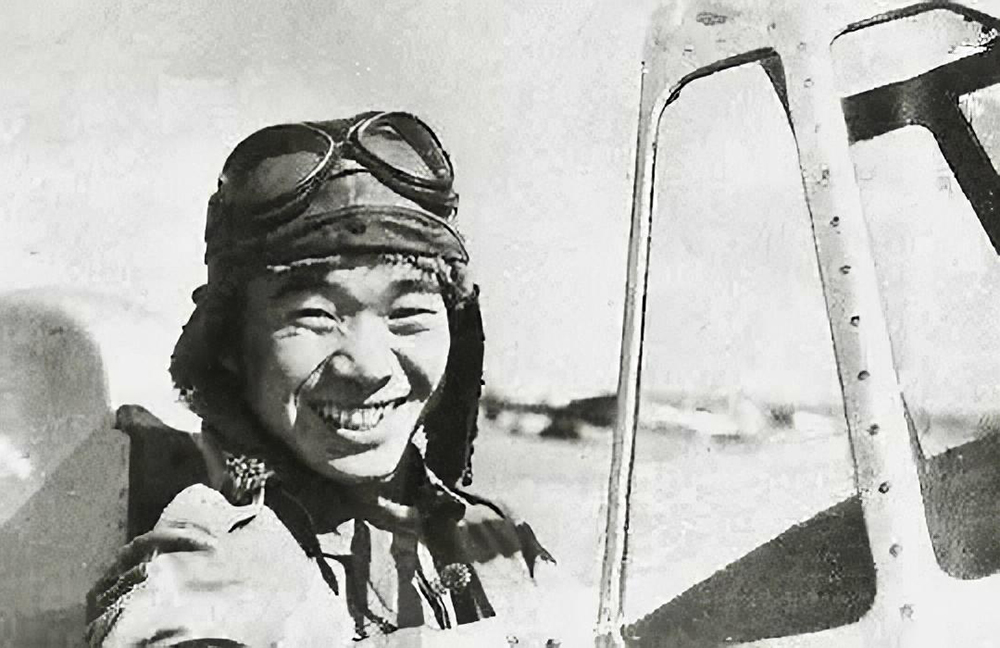
坂井三郎在一架三菱A5M九六式战斗机驾驶舱内
（中国汉口机场，1939年）

戰後，他以海軍中尉的階級退伍，並成為佛教徒，誓言不再殺生，然而由於身為戰敗國的軍人，沒有退職金的坂井在戰後數年間生活相當困頓，坂井在《天空的武士》中自述走投無路的自己曾打了兩年的零工維生，在日本戰敗前的1945年結縭的妻子也於1954年在貧困中病逝（坂井數年後再婚）。在經濟狀況改善後坂井開了間印刷廠，並讓大西瀧治郎夫人（陣亡的摯友笹井醇一的姨母）及多位陣亡戰友的遺孀在此工作營生。
坂井在1955年與美籍記者馬汀·凱丁合著了自傳《天空的武士（臺譯：荒鷲武士）》，本書的英譯本使他一躍成為了具世界性知名度的人物與最為西方人所知的日本飛行員，因為此書，日本飛行員在西方的形象才得以擺脫戰爭宣傳中殘酷又可笑的卡通式樣板。之後坂井又繼續以自身經歷寫了《坂井三郎空戰記》、《零戰之真實》、《零戰之命運》等書，提供了許多日本海軍航空隊、台南海軍航空隊及太平洋戰爭中期的寶貴資料。
戰後的坂井還熱心於與二戰美軍飛行員的交流，他數度訪問美國並與多位曾與自己交戰的飛行員見面，其中最特別的一次會面，是與他1942年時抗命未攻擊的一架DC-3運輸機上的女護士在事發五十年後的重逢（坂井曾在《零戰之命運》中回憶過這段他以在雲層中追丟為藉口規避上級「不論軍民用機一律擊落」的命令，放過這架載滿婦女小孩的荷蘭飛機的往事，這架飛機的下落曾令他非常掛心，由於戰後打聽不到關於該機的資訊，他一度悲觀的認為這架飛機還是被擊落了）。2000年時，坂井接受微軟的邀約，為Microsoft Combat Flight Simulator 2這套遊戲擔任顧問的工作。
然而，坂井1970年代時曾應舊部屬之邀，加入其所創立的龐氏騙局團體「天下一家會」並為之宣傳，令許多戰友受騙上當，甚至還導致了戰友團體「零戰搭乘者會」的瓦解（該會事後重組），從而損傷了他的形象（但坂井本人亦為受害者）同時，隸屬於航空自衛隊的軍官及戰史研究者，也對坂井留有「過度吹噓」、「僅僅只是個（駕駛零式戰鬥機的）職人」的批評；不過針對這方面的批評，坂井則以「精於駕駛戰鬥機是我的驕傲」加以回應。
戰時曾被派去執行自殺特攻任務的坂井曾在「天空的武士」一書中提及日本展開特攻作戰時全國性的狂熱，但同時也在「零戰的秘術」一書中受訪時嚴辭批判特攻作戰：「大本營發表『特攻讓士氣大受鼓舞』的說法根本是胡說八道！『絕對會死』的作戰根本無法鼓舞士氣，反而讓士氣大幅下降」。另外他也提到美軍轟炸日本平民的行為感到理解，要是他受命攻擊美國城市，他也不會猶豫，因此他很完全能體會美軍對日本做的襲擊。
坂井的愛車為Nissan Skyline GT，曾有人向他發問:「汽車與零戰，您覺得哪一方比較好?」，坂井的回答「當然是汽車比較好，因為汽車有倒檔啊!」當場引得身旁的人一起大笑。
坂井三郎在2000年9月22日參加在厚木海軍航空基地舉行美軍西太平洋艦隊航空司令部50週紀念晚會，餐會後返家時身體突然感到不舒服送醫治療，並於醫院裡與世長辭，享壽84歲。

## 主要著作・參考資料

### 著作
以下全為日本語書籍，名稱全為非官方譯名。
- 『坂井三郎空戰記錄』
- 『空中之侍』正･續･戰話
『荒鷲武士』（正體中文版、九歌出版）
- 『零戰之真實』
- 『零戰之命運』
『零戰之命運』（正體中文版、麥田出版）
- 『零戰之最後』

## 外部連結
- In Memoriam Saburo Sakai（页面存档备份，存于）
- 紐約時報刊出的坂井三郎訃聞（页面存档备份，存于）
- 引用自Samurai
- WarbirdForum: An afternoon with Saburo Sakai（页面存档备份，存于）
- Sakai's Mercy over Java
- Interview with Sakai during the production of "Microsoft Combat Flight Simulator 2'"'